# Copa de les Nacions d'hoquei sobre patins masculina
La Copa de les Nacions d'hoquei patins masculina, oficialment coneguda com a Copa de les Nacions (en francès: Coupe des Nations), és un prestigiós torneig d'hoquei patins organitzat pel Montreux Hockey Club, que es realitza des de 1921 a la localitat suïssa de Montreux (Vaud). Actualment aquest torneig és de caràcter bianual, no obstant segueix mantenint la tradició de realitzar-se coincidint amb el període de Pasqua, de fet originalment també era conegut com a Torneig de Pasqua. En aquest torneig hi participen, depenent les edicions, indistintament seleccions nacionals i equips, tot i que a les darreres edicions ha estat habitual la presència de set seleccions junt a l'equip amfitrió, el Montreux HC.
La selecció de Portugal amb 19 títols els equip que més cops ha guanyat aquest campionat, seguit de la selecció d'Espanya amb 17 títols. Desprès ja trobaríem la selecció d'Anglaterra amb 8 títols, el Montreux HC amb 5 títols i la selecció d'Argentina amb 4 títols. Tres equips catalans han aconseguit guanyar aquest torneig en una ocasió: RCD Espanyol al 1953, CP Voltregà al 1961 i FC Barcelona al 1995.

## Resultats[1]
| Edició                        | Any               | Campió                                                     | Subcampió                                                  | refs              |
| Torneig de Pasqua             | Torneig de Pasqua | Torneig de Pasqua                                          | Torneig de Pasqua                                          | Torneig de Pasqua |
| ----------------------------- | ----------------- | ---------------------------------------------------------- | ---------------------------------------------------------- | ----------------- |
| I                             | 1921              | Montreux HC (1)                                            | Stuttgart RC                                               |                   |
| II                            | 1922              | Montreux HC (2)                                            | Paris HC                                                   |                   |
| III                           | 1923              | Anglaterra (1)                                             | Montreux HC                                                |                   |
| Campionat d'Europa no oficial |                   |                                                            |                                                            |                   |
| IV                            | 1924              | Anglaterra (2)                                             | Suïssa                                                     |                   |
| V                             | 1925              | Anglaterra (3)                                             | Suïssa                                                     |                   |
| Torneig de Montreux           |                   |                                                            |                                                            |                   |
| VI                            | 1926              | Stade Bordeaux UC (1)                                      | Montreux HC                                                |                   |
| Campionat d'Europa            |                   |                                                            |                                                            |                   |
| VII                           | 1927              | Anglaterra                                                 | França                                                     |                   |
| VIII                          | 1929              | Anglaterra                                                 | Itàlia                                                     |                   |
| Torneig de Montreux           |                   |                                                            |                                                            |                   |
| IX                            | 1930              | Faversham                                                  | Stade Bordeaux UC                                          |                   |
| Campionat d'Europa            |                   |                                                            |                                                            |                   |
| X                             | 1931              | Anglaterra                                                 | França                                                     |                   |
| Copa de les Nacions           |                   |                                                            |                                                            |                   |
| XI                            | 1932              | Herne Bay United                                           | Stoccarda HC                                               |                   |
| Torneig de Montreux           |                   |                                                            |                                                            |                   |
| XII                           | 1933              | Stoccarda HC                                               | Montreux HC                                                |                   |
| XIII                          | 1934              | Montreux HC                                                | Stoccarda HC                                               |                   |
| XIV                           | 1935              | Itàlia (júniors)                                           | Montreux HC                                                |                   |
| Torneig de Pasqua             |                   |                                                            |                                                            |                   |
| XV                            | 1935              | Montreux HC                                                | Lyon HC                                                    |                   |
| Copa de les Nacions           |                   |                                                            |                                                            |                   |
| XVI                           | 1937              | Alemanya                                                   | Itàlia Juniors                                             |                   |
| XVII                          | 1938              | Herne Bay United                                           | Itàlia Nord                                                |                   |
| Campionat del Món             |                   |                                                            |                                                            |                   |
| XVIII                         | 1939              | Anglaterra                                                 | Itàlia                                                     |                   |
| Torneig de Pasqua             |                   |                                                            |                                                            |                   |
| XIX                           | 1941              | Montreux HC                                                | Lyon HC                                                    |                   |
| Copa de les Nacions           |                   |                                                            |                                                            |                   |
| XX                            | 1946              | HC Monza                                                   | Lisboa                                                     |                   |
| XXI                           | 1947              | Lisboa                                                     | Herne Bay United                                           |                   |
| Campionat del Món             |                   |                                                            |                                                            |                   |
| XXII                          | 1948              | Portugal                                                   | Anglaterra                                                 |                   |
| Copa de les Nacions           |                   |                                                            |                                                            |                   |
| XXIII                         | 1949              | Portugal                                                   | RCD Espanyol                                               |                   |
| XXIV                          | 1950              | Anglaterra                                                 | Portugal                                                   |                   |
| XXV                           | 1951              | Bèlgica                                                    | Montreux HC                                                |                   |
| XXVI                          | 1952              | EspanyaNota 1                                              | Portugal                                                   |                   |
| XXVII                         | 1953              | RCD Espanyol                                               | Portugal                                                   |                   |
| XXVIII                        | 1954              | Portugal                                                   | Montreux HC                                                |                   |
| XXIX                          | 1955              | Portugal                                                   | Espanya                                                    |                   |
| XXX                           | 1956              | Portugal                                                   | Espanya                                                    |                   |
| XXXI                          | 1957              | Espanya                                                    | Portugal                                                   |                   |
| XXXII                         | 1958              | GD Lourenço Marques                                        | Espanya                                                    |                   |
| XXXIII                        | 1959              | Espanya                                                    | Portugal                                                   |                   |
| XXXIV                         | 1960              | Espanya                                                    | Portugal                                                   |                   |
| XXXV                          | 1961              | CP Voltregà                                                | SL Benfica                                                 |                   |
| XXXVI                         | 1962              | SL Benfica                                                 | HC Monza                                                   |                   |
| XXXVII                        | 1963              | Portugal                                                   | Espanya                                                    |                   |
| XXXVIII                       | 1964              | Espanya                                                    | Montreux HC                                                |                   |
| XXXIX                         | 1965              | Portugal                                                   | Espanya                                                    |                   |
| XL                            | 1967              | Espanya                                                    | Montreux HC                                                |                   |
| XLI                           | 1968              | Portugal                                                   | Espanya                                                    |                   |
| XLII                          | 1970              | Portugal                                                   | CP Voltregà                                                |                   |
| XLIII                         | 1971              | Espanya                                                    | Lisboa                                                     |                   |
| XLIV                          | 1973              | Portugal                                                   | Espanya                                                    |                   |
| XLV                           | 1975              | Espanya                                                    | Portugal                                                   |                   |
| XLVI                          | 1976              | Espanya                                                    | Portugal                                                   |                   |
| XLVII                         | 1978              | Espanya                                                    | Portugal                                                   |                   |
| XLVIII                        | 1980              | Espanya                                                    | Argentina                                                  |                   |
| XLIX                          | 1982              | Itàlia                                                     | Argentina                                                  |                   |
| L                             | 1984              | Portugal                                                   | Reus Deportiu                                              |                   |
| LI                            | 1987              | Portugal                                                   | Argentina                                                  |                   |
| LII                           | 1989              | Argentina                                                  | Hockey Novara                                              |                   |
| LIII                          | 1991              | Espanya                                                    | Portugal                                                   |                   |
| LIV                           | 1993              | Argentina                                                  | Roller Monza                                               |                   |
| LV                            | 1994              | Portugal                                                   | Itàlia                                                     |                   |
| LVI                           | 1995              | FC Barcelona                                               | Portugal                                                   |                   |
| LVII                          | 1997              | Portugal                                                   | Espanya                                                    |                   |
| LVIII                         | 1999              | Espanya                                                    | Portugal                                                   |                   |
| LIX                           | 2001              | Espanya                                                    | Portugal                                                   |                   |
| LX                            | 2003              | Espanya                                                    | Portugal                                                   |                   |
| LXI                           | 2005              | Espanya                                                    | Portugal                                                   | [ 2 ]             |
| LXII                          | 2007              | Espanya                                                    | Portugal                                                   |                   |
| LXIII                         | 2009              | Portugal                                                   | Espanya                                                    |                   |
| LXIV                          | 2011              | Portugal                                                   | Espanya                                                    |                   |
| LXV                           | 2013              | Portugal                                                   | Espanya                                                    | [ 3 ]             |
| LXVI                          | 2015              | Portugal                                                   | Espanya                                                    | [ 4 ]             |
| LXVII                         | 2017              | Argentina                                                  | Portugal                                                   | [ 5 ]             |
| LXVIII                        | 2019              | Portugal                                                   | Argentina                                                  |                   |
| -                             | 2021              | Edició cancel·lada pel risc de contagi públic del COVID-19 | Edició cancel·lada pel risc de contagi públic del COVID-19 | [ 6 ]             |
| LXIX                          | 2024              | Argentina                                                  | Portugal                                                   | [ 7 ]             |

## Challenge Marcel Monney
A partir de l'any 2003 es va instaurar la challenge Marcel Monney per premiar a l'equip que guanyi la competició en tres ocasions seguides o cinc alternes, el qual es queda amb propietat el trofeu.
| Any  | Guanyador | Tornejos          |
| ---- | --------- | ----------------- |
| 2007 | Espanya   | 2003, 2005 i 2007 |
| 2013 | Portugal  | 2009, 2011 i 2013 |